# خايمي كزافييه
خايمي كزافييه (بالبرتغالية: Jaimerson da Silva Xavier‏) هو لاعب كرة قدم برازيلي في مركز الهجوم، ولد في 26 فبراير 1990 في غوارولوس في البرازيل. لعب مع ناسيونال ماديرا.

## وصلات خارجية
- خايمي كزافييه على موقع قاعدة بيانات كرة القدم.إي يو (الإنجليزية)
- خايمي كزافييه على موقع Soccerway.com (الإنجليزية)
- خايمي كزافييه على موقع عالم كرة القدم.نت (الإنجليزية)
- خايمي كزافييه على موقع AS.com (الإسبانية)